# オニビシ (植物)
オニビシ（鬼菱 Trapa natans var. japonica）は、ヒシ科の水草。

## 分布
日本などの東アジアに広く生育している

## 形態、生態

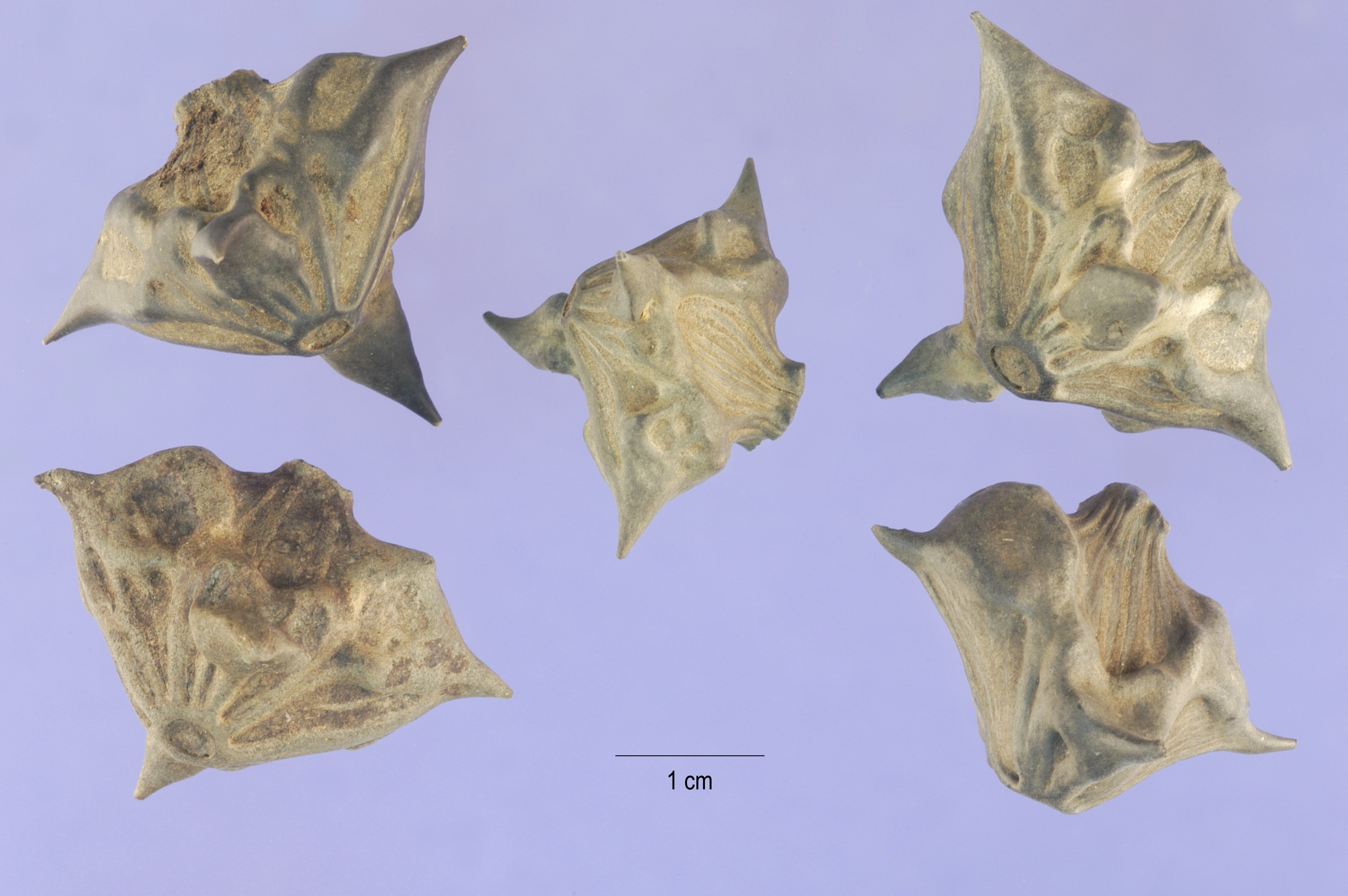
オニビシの果実

一年草の浮葉植物。葉は菱形で、長さ3-6cm、幅4-9cm。茎の先端から葉を放射状に叢生して、水面を覆う。
果実は石果で、長さ45-70mmと大型になる。果実には4本のとげをもち、胚乳にでんぷんを貯蔵している。
染色体数は2n=48。

## 近縁種
近縁種としてヒシ、ヒメビシなどがある。ヒシやオニビシの葉の大きさは変異が大きく、確実に同定するためには果実を見る必要がある。ヒシの果実のとげは4つの萼片のうち2つが発達したもの（通常残りの顎片は脱落して2本）だが、ヒメビシの果実には上向きのとげが2本と下向きのとげが2本（計4本）、オニビシの果実には下向きのとげが4本ある。特にオニビシは果実が大型になる。

## 利用
先述の通り、果実中にある胚乳にはでんぷんが貯蔵されており、食用になる。
かつては撒菱としても使用された。